# Hydroptila melia
Hydroptila melia är en nattsländeart som beskrevs av Ross 1938. Hydroptila melia ingår i släktet Hydroptila och familjen smånattsländor. Inga underarter finns listade i Catalogue of Life.